# Königliche Bettler
Königliche Bettler ist ein deutsches Stummfilmdrama aus dem Künstlermilieu. Gedreht wurde der Streifen 1917 von Richard Oswald.

## Handlung
Die junge Eva, Tochter des wohlhabenden Fabrikanten Roche, hat sich in den Schriftsteller Ferdinand Paul verliebt. Dennoch entscheidet sie sich eines Tages für die Hochzeit mit dem angesehenen Bildhauer Franz Wandelt. Der jedoch liebt nichts in seinem Leben mehr als seine Kunst und vernachlässigt bald seine frisch angetraute Ehefrau.
Bald kommt das Unglück über nahezu sämtliche Beteiligte: Eva bekommt zwei Kinder, einen Sohn und eine Tochter, und stirbt bald darauf. Der Sohn wiederum ist, im Angesicht des begabten Franz, derart verzweifelt über seine eigene Talentlosigkeit, dass er freiwillig aus dem Leben scheidet. Evas Tochter Frieda hingegen verlässt den egozentrischen Vater und zieht zu dem Schriftsteller Paul. Von allen verlassen, bleibt Wandelt als „königlichem Bettler“ nur noch die Kunst.

## Produktionsnotizen
Der fünfaktige Film passierte im Juli 1917 die Filmzensur, erhielt Jugendverbot und wurde im darauf folgenden Monat im erstmals gezeigt. Er besaß fünf Akte und besaß eine Spieldauer von knapp einer Stunde auf 1609 Metern Filmlänge.
Königliche Bettler war der erste Film der sog. Richard-Oswald-Serie 1917/18. 

## Kritik
„Dieses Schauspiel aus Bildhauerkreisen mit Hugo Flink in der Hauptrolle zeichnet sich durch spannende Handlung, gute Darstellung und Photographie aus. Hugo Flink zeigt sich uns diesmal von einer ganz anderen Seite, er spielt ausgezeichnet und hat lauter gute Partner, so daß das Zusammenspiel sehr harmonisch wirkt.“

In Paimann’s Filmlisten ist zu lesen: „Stoff recht gut. Spiel, Photos und Szenerie sehr gut. (Für feineres Publikum.)“.